# Esterilització (procediment quirúrgic)
L'esterilització és una tècnica quirúrgica, quimica o per irradiació per a evitar de manera permanent la concepció. Impedeix de manera definitiva la reproducció. Es tracta d'un mètode de control de la natalitat, que s'aplica tant en animals com en humans.
Els mètodes comuns d'esterilització són:
- La vasectomia en els homes. Es tallen els conductes deferents, els tubs que connecten els testicles a la pròstata. Això evita que els espermatozoides produïts en els testicles passin a l'ejaculat del semen (que es produeix sobretot en la vesícules seminals i la pròstata).
- La lligadura de trompes a les dones. Les trompes de Fal·lopi, que permeten als espermatozoides de fertilitzar l'òvul i transporten l'òvul fecundat fins a l'úter, estan tancades. En general, això implica una anestèsia general i una laparotomia o laparoscòpia per tal de tallar, climpar o cauteritzar les trompes de Falopi. Menys comú és el mètode Essure per l'obstrucció dels conductes pels efectes d'uns tubs col·locats per un catèter passa a través del coll uterí i l'úter.

Altres procediments que donen lloc a l'esterilitat:
- La histerectomia a dones. L'úter s'extirpa quirúrgicament, de manera permanent per evitar l'embaràs i algunes malalties, com càncer d'úter.
- La castració en els mascles. Els testicles s'extirpen quirúrgicament. Aquesta s'utilitza amb freqüència per l'esterilització dels animals, amb efectes afegits, com la docilitat, la forta reducció del comportament sexual, i el més ràpid augment del pes (que és desitjable en alguns casos, per exemple per accelerar la producció de carn).